# Pericoma grabhamana
Pericoma grabhamana är en tvåvingeart som först beskrevs av Dyar 1926.  Pericoma grabhamana ingår i släktet Pericoma och familjen fjärilsmyggor. Inga underarter finns listade i Catalogue of Life.